# Атанас Мирчев
Атанас Мирчев Илиев (Революцията) е деец на БРП (к). Кмет на Ловеч.

## Биография
Атанас Мирчев е роден на 23 януари 1911 г. в гр. Ловеч. Учи в родния си град и завършва V гимназиален клас. От 1926 г. е работник в занаятчийска дърводелска работилница. Член на РМС (1929), ятак на Васил Героя и Нано Петров.
Член на Работническата партия (1931) и секретар на градското ръководство (1936 – 1941). Известен е на ловешките граждани с прозвището Революцията. Два пъти е осъден за политическа дейност по ЗЗД (1931, 1934). Предлага и участва в създаването на Дърводелската трудово-производителна кооперация „Братски труд“ (1937).
По време на Втората световна война е интерниран в лагера Еникьой (1941) и Левуново (1943). След освобождаването е мобилизиран в Допълваща дружина (Велес).
След 9 септември 1944 г. е член на Околийското ръководство на БРП (к) (1944 – 1959). Работи като директор на Консервна фабрика „Мелта“ (1947), фабрика „Винпром“, (1948), секретар на градското ръководство на БРП (к) (1951 – 1959) и фабрика „Строителни материали“ (1959 – 1961). Кмет на гр. Ловеч (1949 – 1950).